# Learjet 35
El Learjet Model 35 i el Model 36 són una sèrie d'avions privats i transports militars fabricats per l'empresa estatunidenca Learjet.

## Variants

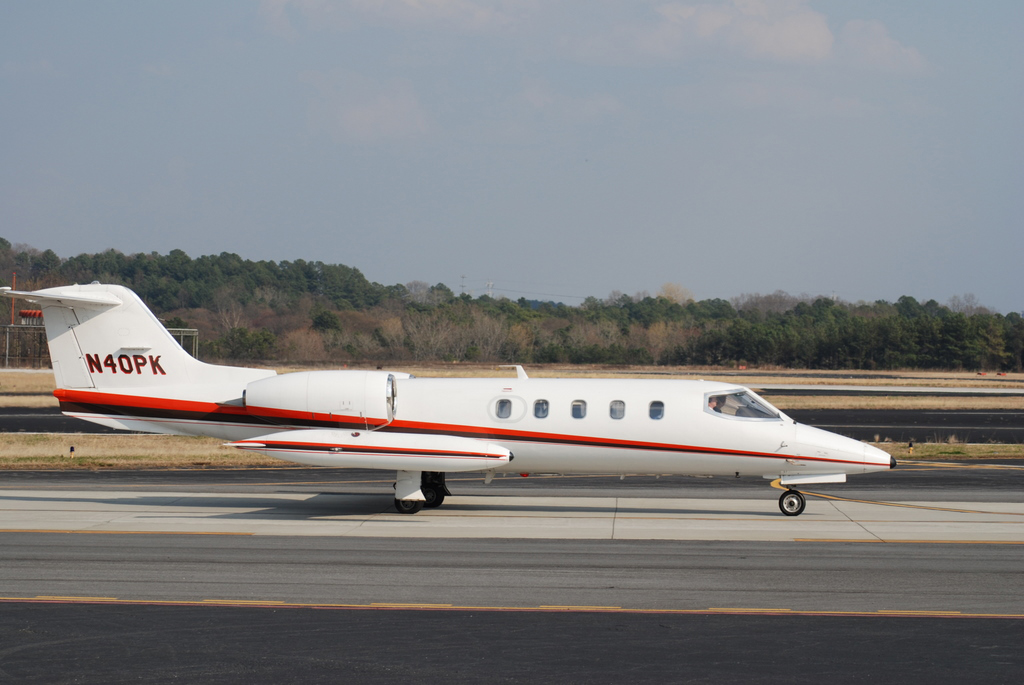
El Learjet 35A.

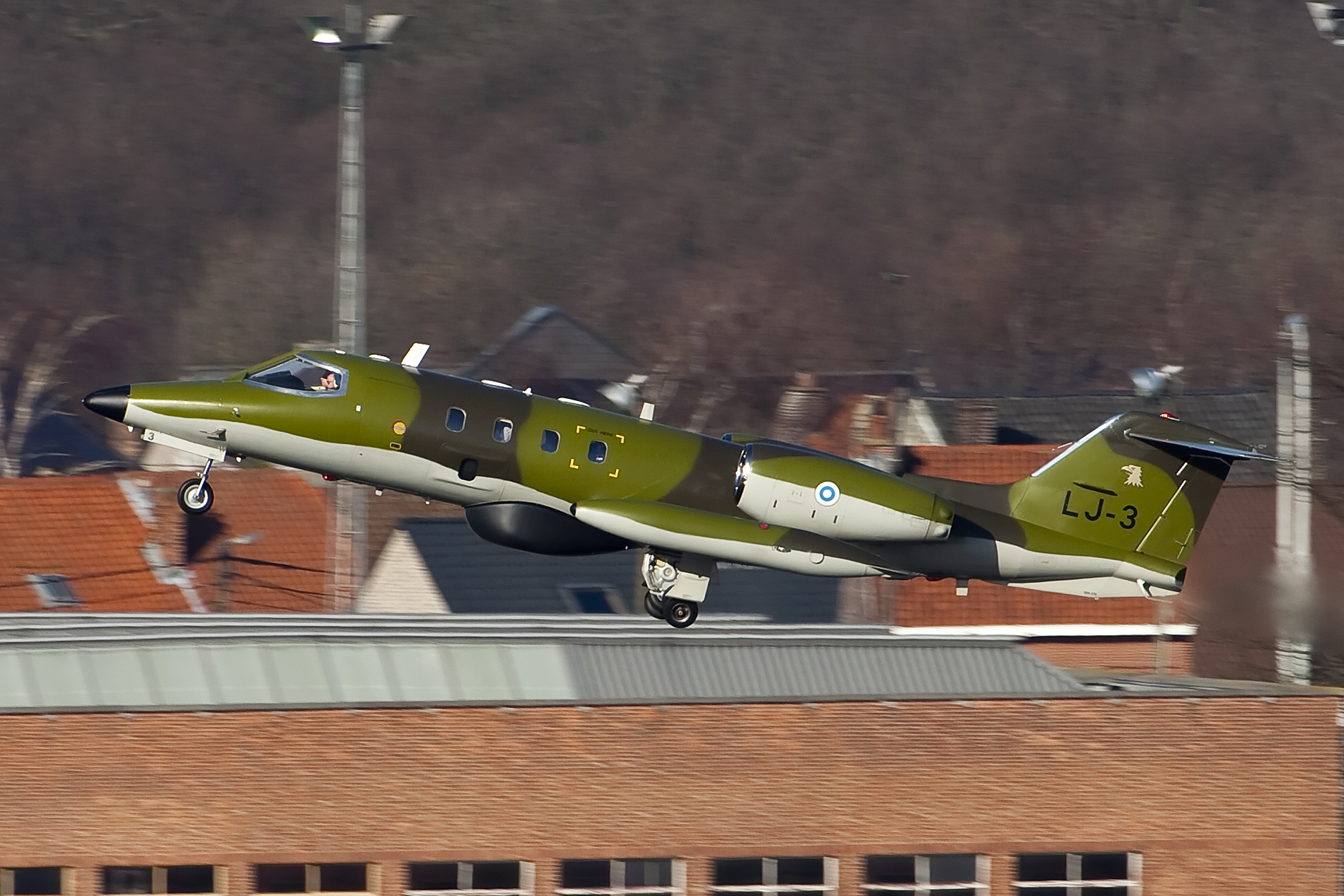
Learjet 35AS de les Forces Aèries de Finlàndia.

### Learjet 35
L'original Model 35 era propulsat per dos nous motors de reacció TFE731-2-2A i tenia 33 cm més de longitud que l'anterior Model 25. El primer vol va ser el 22 d'agost de 1973 i va rebre la certificació del juliol de 1974. Podira transportar un màxim de 8 passatgers i se'n fabricaren 64 en total.

### Learjet 35A
El Model 35A és una versió millorada del Model 35 amb els motors TFE731-2-2B amb un abast de 4.490 km i una capacitat de combustible de 3.524 litres. Es van fabricar 677 avions d'aquesta versió, finalitzant el 1993.
Learjet 36
El Model 36 és fonamentalment semblant a la versió 35, però compta amb un tanc de combustible addicional. Això li permet un abast de 800 km més, però reduint la llargada de la cabina de passatgers en 0,46 m.
Learjet 36A
Com la versió 35A el Model 36A compta amb motors millorats amb més empenyiment i que permeten un pes a l'enlairament major. Va ser introduït el 1976, substituint el model 36.

## Especificacions (Learjet 36A)
Dades de Jane's All The World's Aircraft 1980–81
Característiques generals
- Tripulació: two (pilot i copilot)
- Capacitat: 6 passatgers
- Longitud: 14,83 m
- Envergadura: 12,04 m
- Alçada: 3,73 m
- Superfície de l'ala 23,53 m²
- Relació d'aspecte: 5,74:1
- Pes buit: 4.152 kg
- Pes màxim d'enlairament: 8.164 kg
- Motor: 2× turboventilador Garrett TFE731-2-2B , 16kN cada un
- * Capacitat de combustible: 1.110 galons EUA

 Rendiment 
- Velocitat màxima: 471 nusos (872 km/h)
- Velocitat de creuer: 418 nusos (774 km/h)
- Velocitat d'entrada en pèrdua: 96 nusos (178 km/h)  (tren d'aterratge i flaps abaixats)
- Abast: 2.874 milles nàutiques (5.295 km)  (4 passatgers)
- Sostre de servei: 13.700 m
- Ràtio d'ascens: 6,7 m/s